# IC 2105
IC 2105 ist ein Emissionsnebel im Sternbild Doradus. Das Objekt wurde im Jahre 1901 von Williamina Fleming entdeckt.